# Frisby (Leicestershire)
Pour les articles homonymes, voir Frisby.
Frisby est une paroisse civile et un hameau du Leicestershire, en Angleterre.